# Halloy-lès-Pernois
Pour les articles homonymes, voir Halloy.
Halloy-lès-Pernois est une commune française située dans le département de la Somme, en région Hauts-de-France.

## Géographie

### Localisation
Halloy-lès-Pernois est un village picard de l'Amiénois proche du Ponthieu.
À vol d'oiseau, la localité est située à 6 km au sud-est de Domart-en-Ponthieu, 10 km au sud de Bernaville, 10 km de Flixecourt, 10 km au nord-ouest de Villers-Bocage, 16 km au sud-est de Doullens, 19 km au nord-ouest d'Amiens, 27 km au sud-est d'Abbeville et à 49 km au sud-ouest d'Arras
Le territoire de la commune est limitrophe de ceux de quatre communes.
Les communes limitrophes sont  Canaples, Havernas, Pernois et Vignacourt.

### Hydrographie

#### Réseau hydrographique
La commune est située dans le bassin Artois-Picardie. Elle est drainée par la Nièvre.
La Nièvre, d'une longueur de 22 km, prend sa source dans la commune de Naours et se jette  dans la Somme canalisée à L'Étoile, après avoir traversé 13 communes.

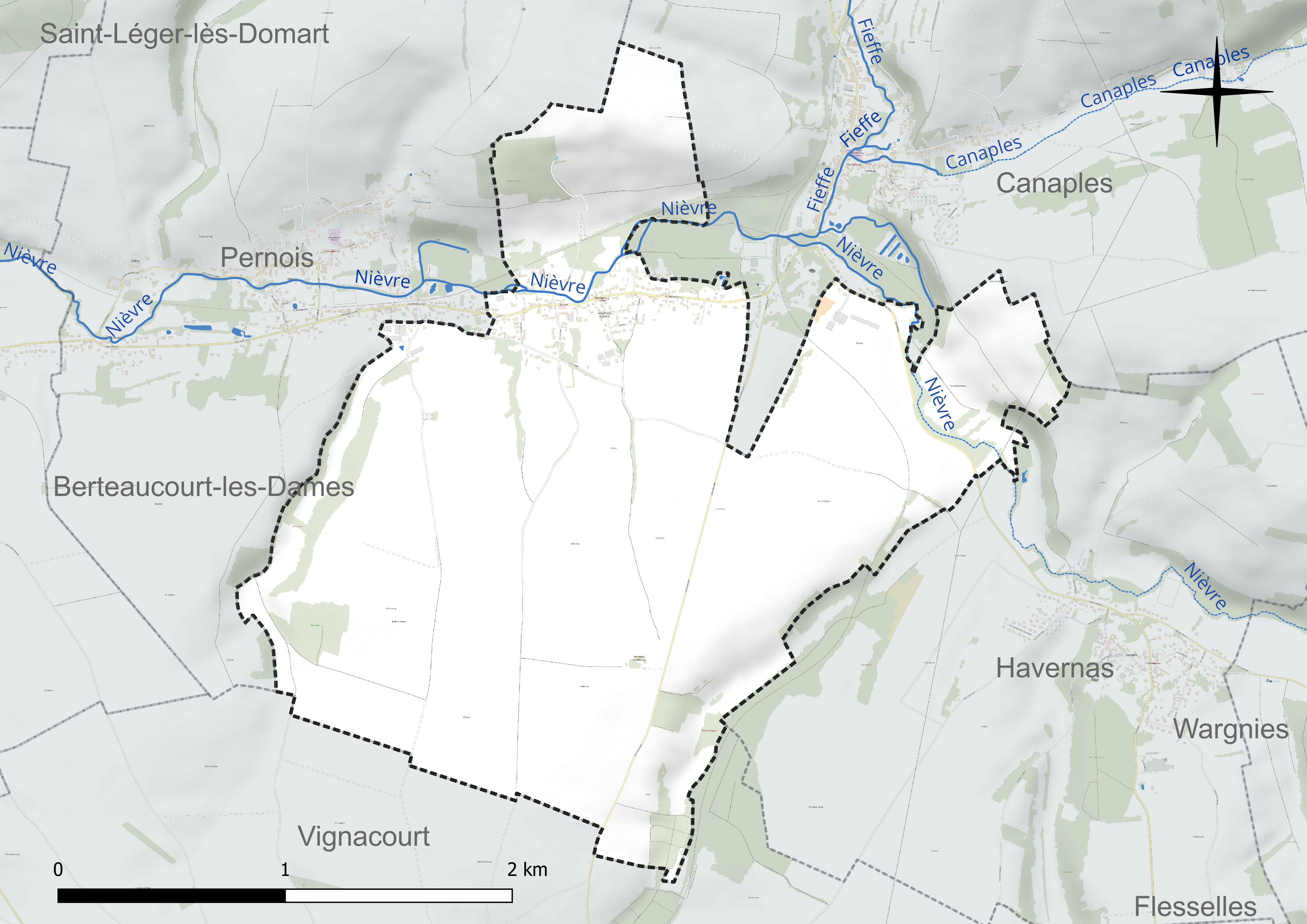
Réseau hydrographique d'Halloy-lès-Pernois.

#### Gestion et qualité des eaux
Le territoire communal est couvert par le schéma d'aménagement et de gestion des eaux (SAGE) « Somme aval et Cours d'eau côtiers ». Ce document de planification concerne un territoire de 1 835 km2 de superficie, délimité par le bassin versant de la Somme canalisée. Le périmètre a été arrêté le 29 avril 2010 et le SAGE proprement dit a été approuvé le 6 août 2019. La structure porteuse de l'élaboration et de la mise en œuvre est le syndicat mixte d'aménagement hydraulique du bassin versant de la Somme (AMEVA).
La qualité des cours d'eau peut être consultée sur un site dédié géré par les agences de l'eau et l'Agence française pour la biodiversité.

### Climat
Pour des articles plus généraux, voir Climat des Hauts-de-France et Climat de la Somme.
En 2010, le climat de la commune est de type climat océanique dégradé des plaines du Centre et du Nord, selon une étude du CNRS s'appuyant sur une série de données couvrant la période 1971-2000. En 2020, Météo-France publie une typologie des climats de la France métropolitaine dans laquelle la commune est exposée à un climat océanique et est dans la région climatique Côtes de la Manche orientale, caractérisée par un faible ensoleillement (1 550 h/an) ; forte humidité de l'air (plus de 20 h/jour avec humidité relative > 80 % en hiver), vents forts fréquents.
Pour la période 1971-2000, la température annuelle moyenne est de 10,4 °C, avec une amplitude thermique annuelle de 13,4 °C. Le cumul annuel moyen de précipitations est de 789 mm, avec 12,1 jours de précipitations en janvier et 8,5 jours en juillet. Pour la période 1991-2020, la température moyenne annuelle observée sur la station météorologique la plus proche, située sur la commune de Bernaville à 9 km à vol d'oiseau, est de 10,4 °C et le cumul annuel moyen de précipitations est de 877,3 mm,. Pour l'avenir, les paramètres climatiques de la commune estimés pour 2050 selon différents scénarios d'émission de gaz à effet de serre sont consultables sur un site dédié publié par Météo-France en novembre 2022.

## Urbanisme

### Typologie
Au 1er janvier 2024, Halloy-lès-Pernois est catégorisée bourg rural, selon la nouvelle grille communale de densité à sept niveaux définie par l'Insee en 2022.
Elle appartient à l'unité urbaine de Saint-Léger-lès-Domart, une agglomération intra-départementale regroupant sept  communes, dont elle est une commune de la banlieue,,. Par ailleurs la commune fait partie de l'aire d'attraction d'Amiens, dont elle est une commune de la couronne,. Cette aire, qui regroupe 369 communes, est catégorisée dans les aires de 200 000 à moins de 700 000 habitants,.

### Occupation des sols
L'occupation des sols de la commune, telle qu'elle ressort de la base de données européenne d'occupation biophysique des sols Corine Land Cover (CLC), est marquée par l'importance des territoires agricoles (91,9 % en 2018), une proportion sensiblement équivalente à celle de 1990 (92,4 %). La répartition détaillée en 2018 est la suivante : 
terres arables (79,4 %), zones agricoles hétérogènes (12,5 %), forêts (4,2 %), zones urbanisées (4 %). L'évolution de l'occupation des sols de la commune et de ses infrastructures peut être observée sur les différentes représentations cartographiques du territoire : la carte de Cassini (XVIIIe siècle), la carte d'état-major (1820-1866) et les cartes ou photos aériennes de l'IGN pour la période actuelle (1950 à aujourd'hui).

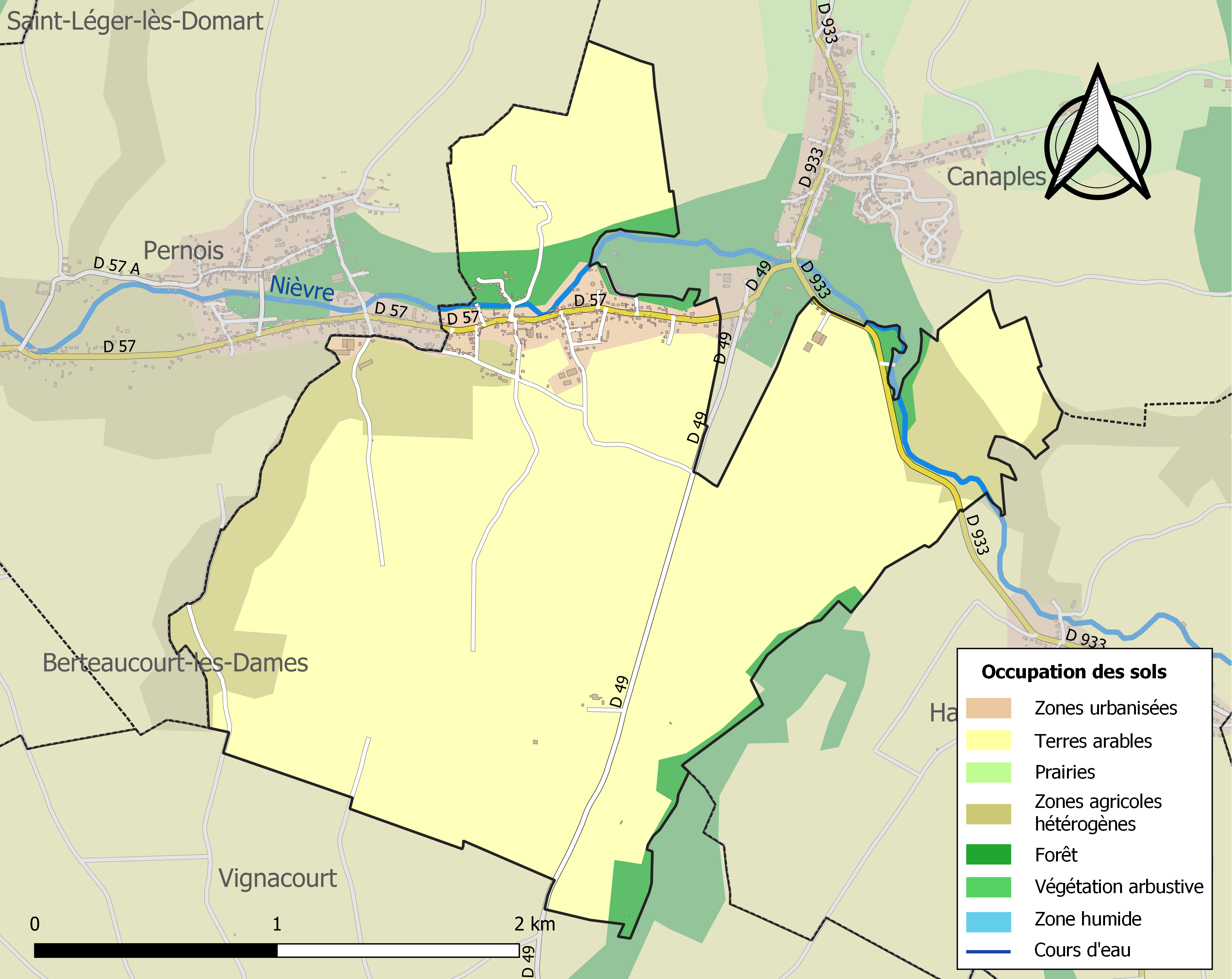
Carte des infrastructures et de l'occupation des sols de la commune en 2018 (CLC).

### Voies de communication et transports
La localité est desservie par la ligne d'autocars no 24 (Doullens - Domart-en-Ponthieu), la ligne no 55 (Domart-en-Ponthieu - Amiens) et la ligne no 25 (Naours - Doullens, jours de marché) du réseau inter-urbain Trans'80, Hauts-de-France, tous les jours sauf le dimanche et les jours fériés.

## Toponymie
Le nom de la localité est attesté sous les formes Haloy en 113. ; Haloyum en 1140 ; Alleium en 1142 ; Haloi en 1171 ; Hallois en 1186 ; Halloy en 1250 ; Halloi en 1710 ; Halloy-lès-Pernoix en 1781 ; Halloy-lès-Pernois en 1824-1828-1833 ; Hallois-les-Pernois en 1829 ; Halloy-lès-Pernoy en 1847-1851.
Ce toponyme picard et normand aux consonances germaniques semble désigner un lieu où pousse le noisetier (allemand hasel ou hasal).
La préposition « lès » permet de signifier la proximité d'un lieu géographique par rapport à un autre lieu. En règle générale, il s'agit d'une localité qui tient à se situer par rapport à une ville voisine plus grande. Par exemple, la commune de Halloy indique qu'elle se situe près de Pernois.

## Histoire
Les frères Saint installent leur usine de filature et tissage de chanvre à Harondel en 1867. Le village, comme ceux de la vallée de la Nièvre en général, connaîtra alors une augmentation de sa population.

## Politique et administration
| Période                                  | Période                      | Identité            | Étiquette | Qualité                         |
| ---------------------------------------- | ---------------------------- | ------------------- | --------- | ------------------------------- |
| Les données manquantes sont à compléter. |                              |                     |           |                                 |
| mars 2001                                | En cours (au 8 octobre 2020) | Philippe Carpentier |           | Réélu pour le mandat 2014-2020, |

## Population et société

### Démographie
L'évolution du nombre d'habitants est connue à travers les recensements de la population effectués dans la commune depuis 1793. Pour les communes de moins de 10 000 habitants, une enquête de recensement portant sur toute la population est réalisée tous les cinq ans, les populations de référence des années intermédiaires étant quant à elles estimées par interpolation ou extrapolation. Pour la commune, le premier recensement exhaustif entrant dans le cadre du nouveau dispositif a été réalisé en 2005.

En 2022, la commune comptait 325 habitants, en évolution de −6,34 % par rapport à 2016 (Somme : −1,26 %, France hors Mayotte : +2,11 %).
| 1793 | 1800 | 1806 | 1821 | 1831 | 1836 | 1841 | 1846 | 1851 |
| ---- | ---- | ---- | ---- | ---- | ---- | ---- | ---- | ---- |
| 350  | 355  | 397  | 472  | 488  | 520  | 503  | 524  | 506  |

| 1856 | 1861 | 1866 | 1872 | 1876 | 1881 | 1886 | 1891 | 1896 |
| ---- | ---- | ---- | ---- | ---- | ---- | ---- | ---- | ---- |
| 447  | 453  | 445  | 400  | 385  | 325  | 322  | 299  | 271  |

| 1901 | 1906 | 1911 | 1921 | 1926 | 1931 | 1936 | 1946 | 1954 |
| ---- | ---- | ---- | ---- | ---- | ---- | ---- | ---- | ---- |
| 252  | 252  | 225  | 228  | 208  | 209  | 188  | 200  | 212  |

| 1962 | 1968 | 1975 | 1982 | 1990 | 1999 | 2005 | 2006 | 2010 |
| ---- | ---- | ---- | ---- | ---- | ---- | ---- | ---- | ---- |
| 191  | 172  | 195  | 319  | 341  | 355  | 375  | 371  | 367  |

| 2015 | 2020 | 2022 | - | - | - | - | - | - |
| ---- | ---- | ---- | - | - | - | - | - | - |
| 351  | 330  | 325  | - | - | - | - | - | - |

### Enseignement
À la rentrée 2018, l'école primaire, maternelle et élémentaire, compte 38 élèves. L'établissement relève de l'académie d'Amiens.

## Culture locale et patrimoine

### Lieux et monuments

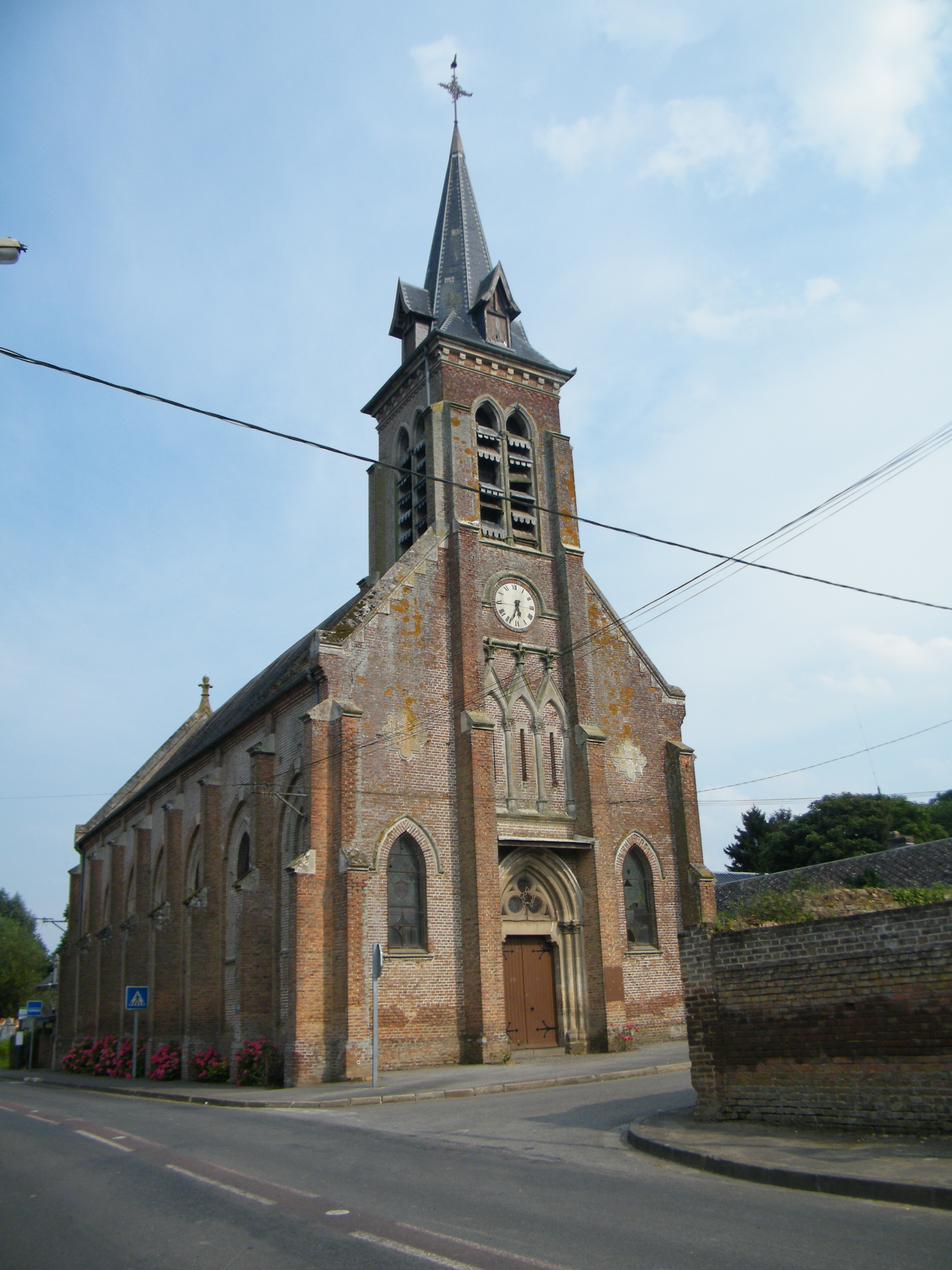
Église Saint-Quentin.
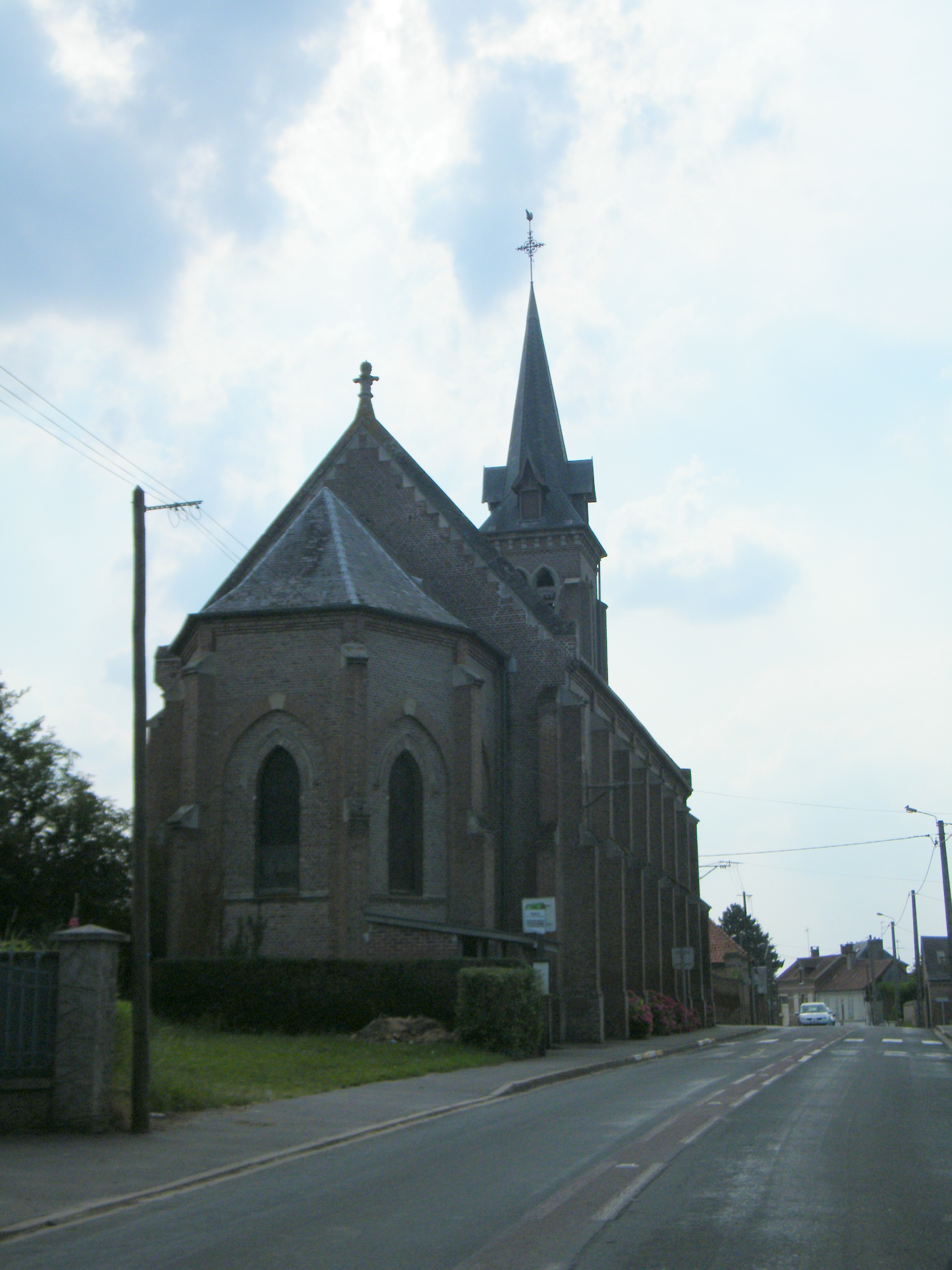
Chevet de Saint-Quentin.
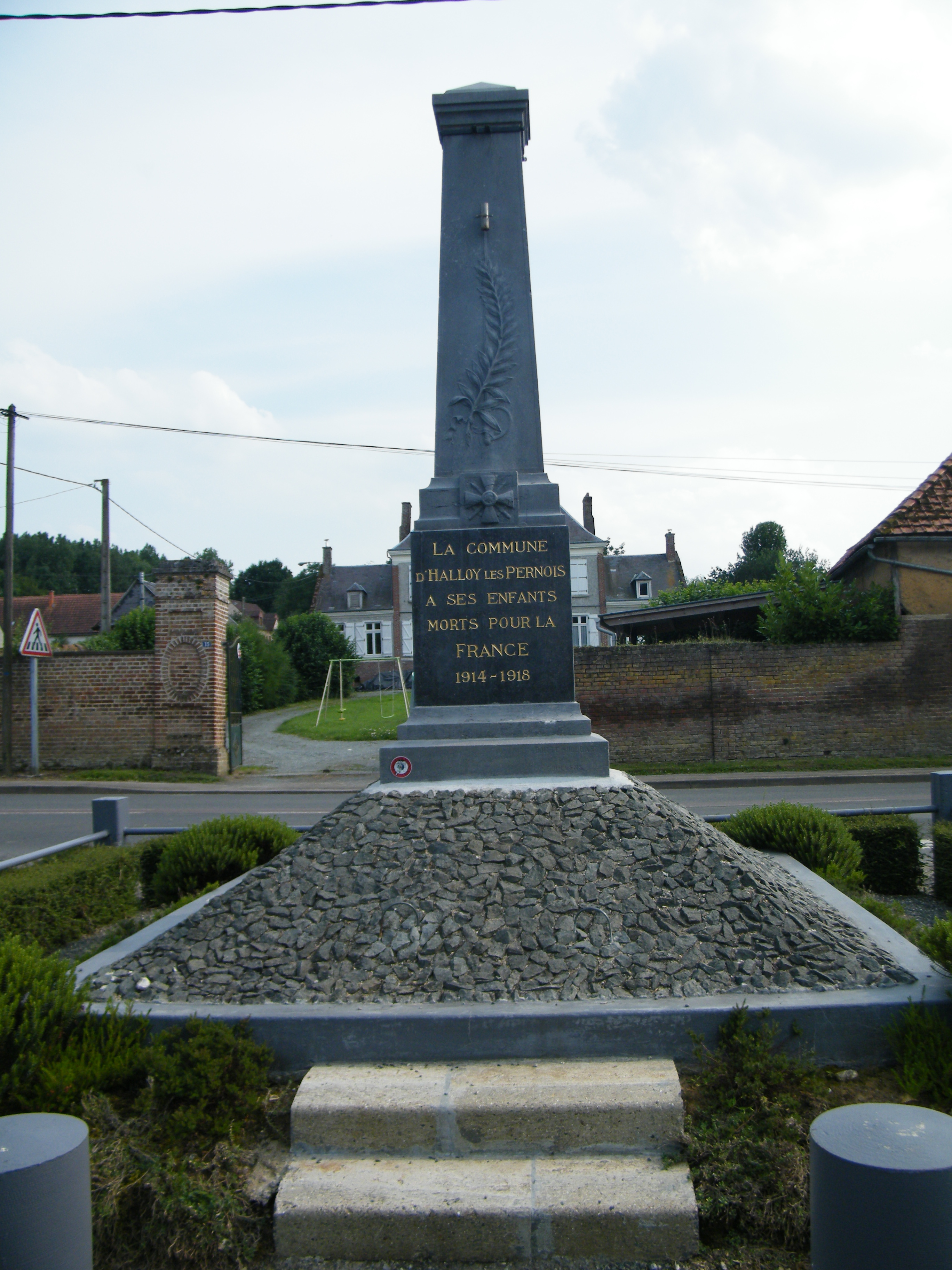
Hommage aux morts.
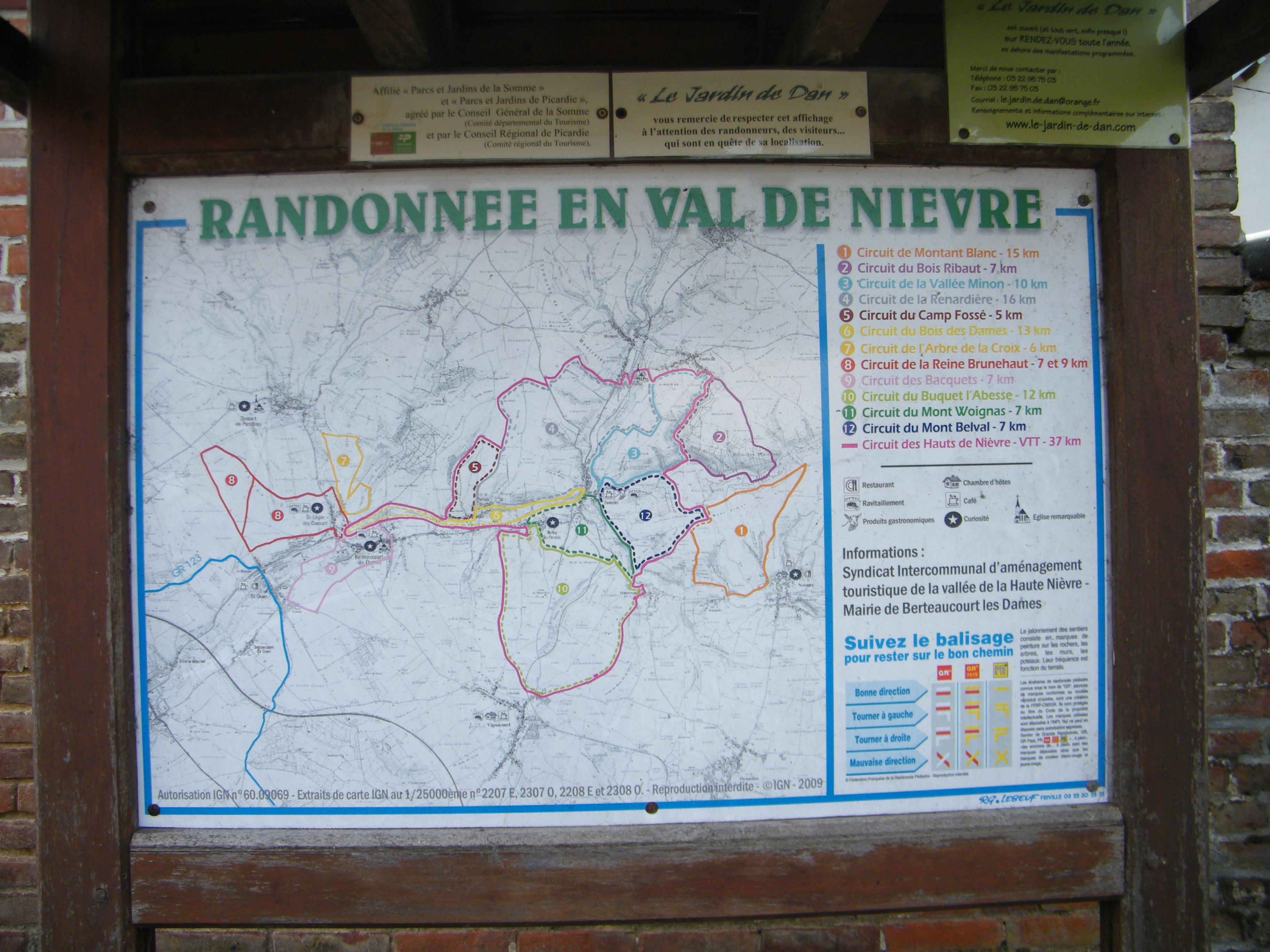
Sites de randonnées.

- Église Saint-Quentin.

- Monument aux morts.